# Popillia spinipennis
Popillia spinipennis är en skalbaggsart som beskrevs av Benderitter 1924. Popillia spinipennis ingår i släktet Popillia och familjen Rutelidae. Inga underarter finns listade i Catalogue of Life.